# Gabrijela Bešen
Gabrijela Bešen (født 6. december 1994 i Zagreb, Kroatien) er en kvindelig kroatisk håndboldspiller som spiller for polske MKS Lublin og Kroatiens kvindehåndboldlandshold.